# ホワイト・ノイズ (映画)
『ホワイト・ノイズ』（原題：White Noise）は、2022年制作のアメリカ合衆国のコメディ映画。
ドン・デリーロ原作の同名小説（集英社と水声社から邦訳版が出版されている）の映画化。ノア・バームバック監督、アダム・ドライバー主演。第79回ヴェネツィア国際映画祭コンペティション部門出品。Netflixで2022年12月30日から配信。

## あらすじ
1984年、ジャック・グラドニーはオハイオ州のカレッジ・オン・ザ・ヒル（丘の上の大学）で自らが創設した分野「ヒトラー学」の教授をしていた。
ジャックは、4番目の妻バベットと4人の子供たちと一緒に暮らしている。ハインリッヒとステフィは前々々妻・前妻との子、デニースはバベットと二番目の夫の子、そしてワイルダーは二人の間の子である。デニースはバベットが屋根裏にオカルトの本を隠し、キッチンのゴミ箱には謎の薬「ダイラー」の容器を捨てているのを発見して訝しむ。ジャックは悪夢を見て、死への恐怖を感じていた。
有害化学物質を運んでいた列車の大事故によって「空媒毒物事象」が発生し、一家は避難を余儀なくされる。給油のために寄ったガソリンスタンドでジャックは、車外に2分半出てしまう。一家を含めた多くの人がサマーキャンプへたどり着き、彼らは隔離状態となる。ジャックは同僚のマレーから、小さなピストルを手渡される。朝、キャンプにサイレンが鳴り響き、大勢が混乱して逃げ出す。ー家はアイアンシティに到着、そこでジャックは彼を前にここで見たことがあると言う男に出会う。9日後、隔離が終了して一家は町へ戻る。しかし、ガソリンスタンドで汚染物質に曝されたことから、ジャックの死への恐怖は増してしまう。
ジャックとデニースは謎の薬「ダイラー」について調べたが、何も分からないままだった。仕方なくジャックはバベットを直に問いただす。彼女は自身の「死への恐怖」を治療するために、臨床試験に参加したことを認めた。そして試験が中止されると、薬の継続的な供給と引き換えに「ミスター・グレー」とセックスすることに同意していたのだった。その話を聞いて動揺すると同時に薬に興味を持ったジャックは、デニースが捨てた中身入りのダイラーの容器を求め、ゴミを漁りだす。だが、ゴミの中に例の試験の募集広告が載った新聞を見つけたジャックは、グレーと連絡を取りダイラーを手に入れようとする。待ち合わせ場所のモーテルに向かうジャックはピストルを持ち、買わずに奪おうと決心していた。モーテルの部屋でジャックはグレーを撃ち、自殺に見せかけるため彼の手に銃を握らせた。そこにバベットが不意に現れ、まだ生きていたグレーは二人に発砲する。ジャックとバベットは一発の弾で同時に撃たれていた。二人は錯乱するグレーを都合よく言いくるめ、無神論者のドイツ人修道女の病院へと運び込む。三人は治療を受け、ジャックとバベットは翌朝帰宅した。
後日、和解した夫婦は子どもたちと共にスーパーマーケットを訪れる。

## キャスト
※括弧内は日本語吹替。
- ジャック・グラドニー：アダム・ドライバー（増元拓也）
- バベット・グラドニー：グレタ・ガーウィグ（うえだ星子）
- マレー・シスキンド：ドン・チードル（各務立基）
- デニース：ラフィー・キャシディ（内田秀）
- ウィニー：ジョディ・ターナー＝スミス（田村睦心）
- ラッシャー：アンドレ・ベンジャミン
- ハインリッヒ：サム・ニヴォラ（畠山航輔）
- ステフィ：メイ・ニヴォラ（山下音彩）
- ラース・アイディンガー
- バルバラ・スコヴァ